# Adrian Delia
Adrian Delia (ur. 8 sierpnia 1969 w Sliemie) – maltański polityk, prawnik i działacz sportowy, parlamentarzysta, od 2017 do 2020 lider Partii Narodowej.

## Życiorys
Absolwent szkoły jezuickiej St Aloysius' College w Birkirkarze, ukończył następnie studia prawnicze na Uniwersytecie Maltańskim. Uzyskał uprawnienia adwokata, dołączając w 1993 do maltańskiej palestry. Pracował w banku HSBC, następnie został partnerem w firmie prawniczej. Pełnił jednocześnie różne funkcje w sektorze bankowym w tym dyrektora Erste Banku. Był także prezesem klubu piłkarskiego Birkirkara FC, który w tym czasie (w 2016) awansował do III rundy kwalifikacyjnej Ligi Europy UEFA.
W czerwcu 2017, wkrótce po przegranych przez Partię Narodową wyborach, zapowiedział ubieganie się o przywództwo w tym ugrupowaniu, nie pełniąc wcześniej żadnych funkcji w jego strukturach. We wrześniu 2017 wygrał partyjne wybory na to stanowisko. W październiku tegoż roku dzięki rezygnacji dwóch polityków PN mógł zostać dokooptowany w skład Izby Reprezentantów, przejmując w konsekwencji również funkcję lidera opozycji. Ugrupowaniem kierował do października 2020, kiedy to w wewnętrznych wyborach pokonał go Bernard Grech. W 2022 został wybrany na posła w wyborach powszechnych.
Żonaty z prawniczką Nickie Vella De Fremeaux, ma pięcioro dzieci.